# Dana (deessa)
|  | Per a altres significats, vegeu «Dana». |

En la mitologia celta, Dana o Danu era la deessa mare del Tuatha Dé Danann (pobles de la deessa Danu). Es presenta normalment en forma de trinitat (les tres mares), i és a la vegada esposa, mare i filla.
Basant-se en l'evidència de noms de lloc, com el nom del riu Danubi (en llatí: Danuvius), aquesta deessa podria haver estat adorada per tot el món Cèltic. Naturalment, la presència de la deessa anomenada Danu en la Mitologia índia, associada a l'aigua i mare d'una raça de dimonis anomenats Danavà, podria indicar un origen molt antic, segurament indoeuropeu, d'aquesta figura.